# Hendrick Bloemaert

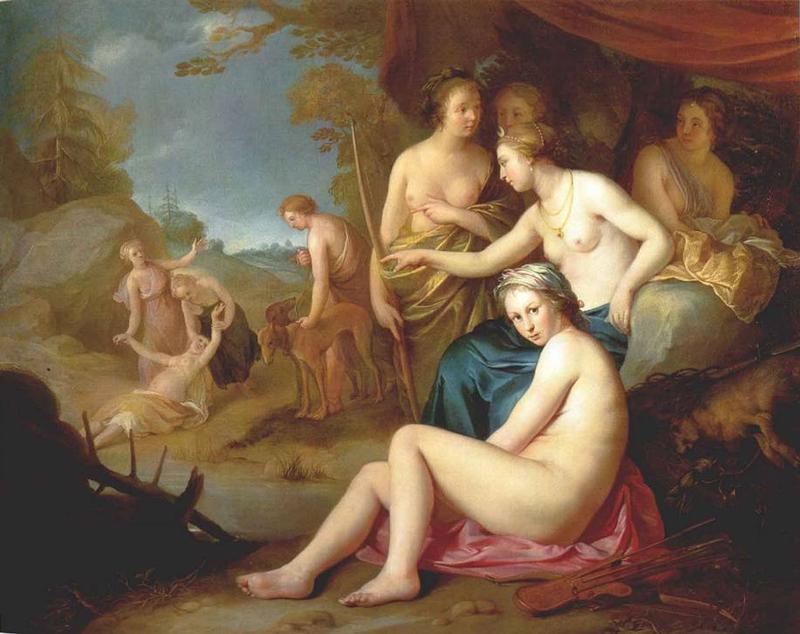
Diana en Callisto, 1635-40 (particuliere collectie, Parijs)

Hendrick Abrahamsz. Bloemaert, (Utrecht, 1601 of 1602 - aldaar begraven, 30 december 1672), was een Nederlandse kunstschilder.

## Leven
Hendrick Bloemaert was de oudste zoon van de bekende Utrechtse schilder Abraham Bloemaert. Hij werd door zijn vader opgeleid en maakte een studiereis naar Italië, waar hij in 1627 wordt vermeld. Zijn verdere leven bleef hij in Utrecht wonen en werken, waar hij lid werd van het Utrechtse Sint-Lucasgilde en in 1631 trouwde. Bij zijn dood liet hij schulden na. Hij werd begraven in de Jacobikerk.

## Werk
Hendrick Bloemaert was een veelgevraagd schilder van historiestukken en portretten. Zijn stijl sluit aan bij die van de Utrechtse schilders uit zijn tijd: eerst toont zijn werk nog caravaggistische trekken, vervolgens verschuift het steeds meer in de richting van het classicisme. Hendrick Bloemaert was ook actief op literair gebied. Zo vervaardigde hij een berijmde vertaling van het toneelstuk Il pastor fido van Giovanni Battista Guarini, die in 1650 in druk verscheen. Joost van den Vondel droeg het gedicht Op den Getrouwen Herder van Hendrick Bloemaert, Doorluchtige Schilder en Poëet aan hem op.